# 車賢靜
車賢靜（韓語：차현정，1983年11月18日—），韓國女演員。

## 演出作品

### 電視劇
- 2005年：SBS《來去海邊》
- 2005年：KBS《奇男怪女》
- 2005年：KBS《復活》
- 2007年：MBC《宮S》
- 2008年：KBS《快刀洪吉童》飾演 茉女
- 2010年：SBS《婦產科女醫生》飾演 鄭宥善
- 2011年：JTBC《女人兩次化妝時》
- 2013年：KBS《IRIS 2》飾演 劉海英
- 2013年：tvN《幻想巨塔》
- 2013年：KBS《漂亮男人》飾演 金茵中
- 2014年：MBC《全都是泡菜》飾演 朴賢智

### 電影
- 2007年：《六年戀愛中》
- 2009年：《五感圖》
- 2011年：《Head》
- 2013年：《青春情談》